# Aeroporto di Buôn Ma Thuột
L'aeroporto di Buôn Ma Thuột (IATA: BMV, ICAO: VVBM) (Sân bay Buôn Ma Thuột in vietnamita) è un aeroporto vietnamita situato presso la città di Buôn Ma Thuột, capoluogo della provincia di Dak Lak (Tay Nguyen). Opera principalmente come aeroporto civile ma è ufficialmente designato anche come aeroporto militare.
L'aeroporto è stato costruito nel 1950 durante il periodo coloniale francese. Dopo la fine della guerra del Vietnam l'aeroporto venne convertito ad uso civile con collegamenti per Hanoi, Da Nang e Ho Chi Minh. Nel 2003 l'aeroporto è stato oggetto di lavori di ammodernamento per poter operare velivoli tipo A320 e A321 con l'installazione di moderni sistemi di controllo del volo e l'allungamento a 3.000 metri della pista. Nel dicembre 2011 è stato attivato un nuovo terminal passeggeri progettato per accogliere un milione di passeggeri all'anno.
È utilizzato dalle compagnie aeree vietnamite Vietnam Airlines, Bamboo Airways, Jetstar Pacific Airlines e VietJet Air.